# Сана (Южная Осетия)
Сана (осет. Сæна), ранее Сунис (осет. Сунис; груз. სუნისი — Суниси) — село в Закавказье, в Знаурском районе Южной Осетии, фактически контролирующей село; согласно юрисдикции Грузии — в Карельском муниципалитете.

## География
Расположено к югу от райцентра Знаур.

## Население
По переписи 1989 года из 141 жителей грузины составили 60 % (85 чел.), осетины — 40 % (56 чел.). Затем, после событий начала 1990-х гг., село в основном опустело. В 1992-2008 гг. входило в зону контроля Грузии (наряду с сёлами Верхняя Окона и Нижняя Окона). После войны в августе 2008 года перешло под контроль властей РЮО. По переписи населения 2015 года — 2 жителя.

## Топографические карты
- Лист карты K-38-64 Цхинвали. Масштаб: 1 : 100 000. Состояние местности на 1987 год. Издание 1989 г.